# ドナルドのボロ飛行機
『ドナルドのボロ飛行機』（ドナルドのボロひこうき、原題：The Flying Jalopy）は、ウォルト・ディズニー・プロダクション（現：ウォルト・ディズニー・カンパニー）が製作した1943年3月12日公開のアニメーション短編映画作品。ドナルドダック・シリーズの第45作である。

## あらすじ
飛行機を買いに来たドナルドは、ハゲタカのセールスマンから格安の飛行機を売りつけられる。ところがその飛行機は、オンボロな上に故障しても、保険金は全部ハゲタカに横取りされるというとんでもない代物だった。しかしドナルドは裏の裏を掻き、最終的にはハゲタカの体を飛行機の機体がわりにすることでやりこめる。

## スタッフ
- 製作：ウォルト・ディズニー
- 監督：ディック・ランディー

## キャスト
| キャラクター   | 原語版               | 旧吹き替え版 | 新吹き替え版 |
| -------------- | -------------------- | ------------ | ------------ |
| ドナルドダック | クラレンス・ナッシュ | 関時男       | 山寺宏一     |
| ハゲタカ       | ?                    | 遠藤征慈     | 上田燿司     |
| ナレーター     | -                    | 江原正士     | -            |

## 日本での公開

### 収録
- 『ドナルドダック・クロニクル Vol.2 限定保存版』（DVD、ブエナ・ビスタ・ホーム・エンターテイメント、新吹き替え版）